# Дуркина, Наталья Андреевна
Ната́лья Андре́евна Дуркина (девичья фамилия Ге́рбулова) (род. 17 октября 1995, Пермь) — российская биатлонистка, бронзовый призёр чемпионата Европы 2022 в индивидуальной гонке. Чемпионка и призёр чемпионата России. Мастер спорта России международного класса.

## Биография
Первым тренером стала мама, Татьяна Гербулова, позднее также тренировалась под руководством своего отца А. А. Гербулова, . Во взрослых соревнованиях выступает за Красноярский край и «Академию биатлона».

### Юниорская карьера
Участница первых зимних юношеских Олимпийских игр 2012 года, заняла пятое место в спринте и девятое — в гонке преследования. На европейском юношеском олимпийском фестивале 2013 года заняла 44-е место в индивидуальной гонке, седьмое — в спринте и пятое — в смешанной эстафете.
На чемпионате мира среди юниоров 2015 года завоевала серебро в эстафете. На юниорском чемпионате мира по летнему биатлону становилась чемпионкой в гонке преследования (2016), бронзовым призёром в спринте (2016) и смешанной эстафете (2015).
В сезоне 2015/16 участвовала в юниорском Кубке IBU, стартовала в одной гонке и заняла 29-е место.
Неоднократно становилась победительницей и призёром первенств России в младших возрастах в биатлоне и летнем биатлоне.

### Взрослая карьера
Впервые стала призёром чемпионата России в 2015 году, завоевав бронзу в эстафете. В 2018 году стала двукратной чемпионкой России, завоевав золото в одиночной смешанной эстафете и гонке патрулей. Неоднократно была призёром чемпионатов России по биатлону и летнему биатлону.
Становилась победительницей чемпионата Приволжского федерального округа.
Стала победительницей на Ижевской винтовке 2018 года в индивидуальной гонке на 15 км.

### Кубок мира
Дебютировала на Кубке мира 8 января 2021 в Оберхофе, заняв 87 место с тремя промахами.

## Личная жизнь
Отец, Андрей Александрович Гербулов, работал тренером по стрельбе в сборной России по биатлону.